# Evangelische Pfarrkirche Weißbriach

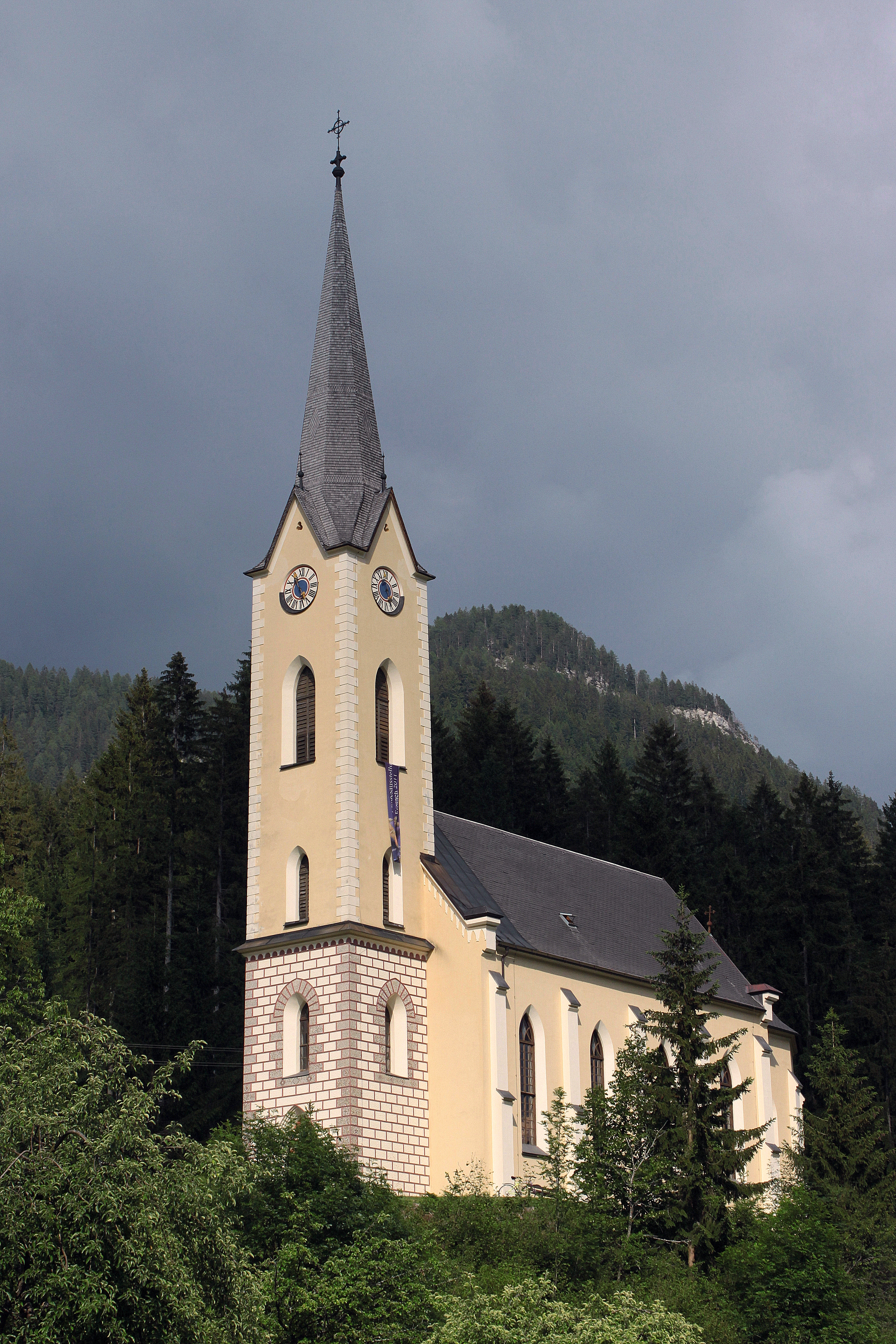
Evangelische Pfarrkirche Weißbriach

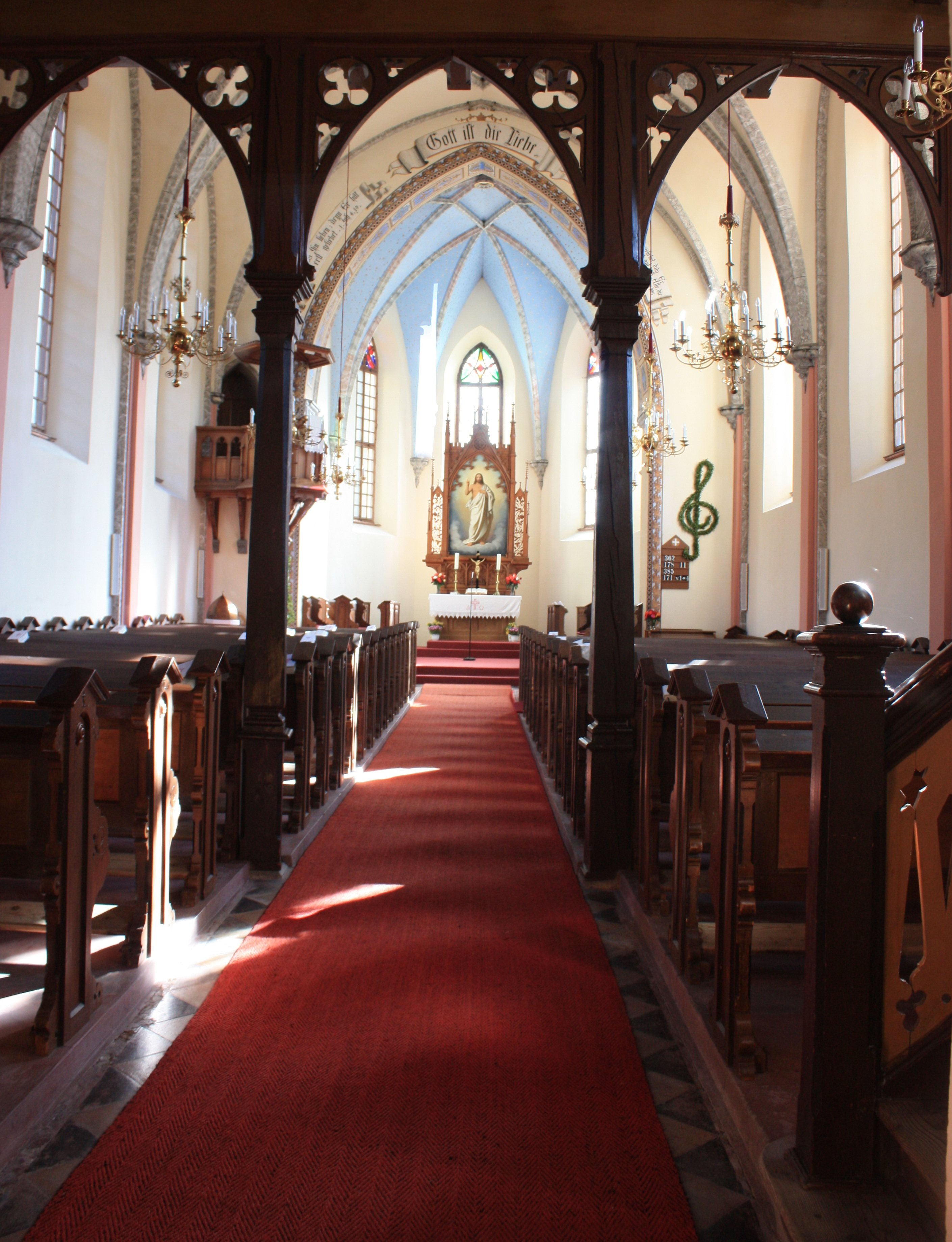
Innenansicht

Die evangelische Kirche in Weißbriach steht auf einem Hügel am östlichen Ortsrand.

## Geschichte
Nach der lutherischen Reformation wurde im 16. Jahrhundert der Großteil der Bevölkerung, vor allem die im Gebiet der Gailtaler Alpen lebenden Bergknappen, protestantisch. Da das Gitschtal nicht von der gegenreformatorischen Religionsreformationskommission des Bischofs Martin Brenner aufgesucht wurde, fanden in diesem Gebiet, im Gegensatz zu anderen Gegenden Kärntens, keine Zwangsaussiedlungen in andere Teile des Heiligen Römischen Reiches statt. Ein anderer Grund für den großen Anteil von Geheimprotestanten in Weißbriach war die Tatsache, dass das katholische Pfarramt lange Zeit unbesetzt blieb.
Nach dem Toleranzpatent Kaiser Josephs II. bekannten sich etwa 90 % der Einwohner zum evangelischen Glauben. Nach der Gründung einer evangelischen Gemeinde hielt der erste Pastor Johann Gottfried Gotthardt Ende September 1782 den ersten Gottesdienst. Zuerst wurden die Gottesdienste in einer Scheune gehalten, 1783 wurde ein steinernes Gebetshaus, das erste in Kärnten, gebaut. Das Pfarrhaus entstand in den Jahren 1785 bis 1786. Ein evangelisches Schulhaus wurde 1860 errichtet, nachdem es schon ab 1782 regelmäßig Unterricht gegeben hatte.
Durch das Protestantenpatent von Kaiser Franz Joseph I. von 1861 und der relativen Gleichstellung mit der römisch-katholischen Kirche durften Protestanten auch Kirchen errichten.
Die Kirche wurde 1882 bis 1886 vom Baumeister Giovanni Colombo nach Plänen von Johann Steinwender erbaut. In den Jahren 1982 bis 1983 erfolgte eine Außenrestaurierung.

## Bauwerk
Die neugotische Saalkirche besteht aus einem 4-jochigen Langhaus und einem einjochigen, leicht eingezogenen Chor mit 3/8-Schluss. Der Westturm ist vorgestellt. Die Seitenflächen der Fassaden sind völlig ungegliedert.
Altar und Kanzel wurden von Carl Zunder nach Plänen von Theophil Frey geschaffen. Das Bild des mit Schnitzwerk reichlich verzierten Altars zeigt die Himmelfahrt Christi und wurde von Alfred Diethe aus Dresden vor 1887 im Nazarenerstil gemalt. Die hölzerne Empore mit gerader Brüstung erstreckt sich über ein Joch. Über dem Triumphbogen befinden sich drei Spruchbänder.
Die Orgel stammt aus dem Jahre 1996.